# 14959 TRIUMF
تي أر آي يو أم أف (ويعرف أيضًا باسم 14959 تي أر آي يو أم أف وفق تسمية الكوكب الصغير) (بالإنجليزية: TRIUMF)‏ هو كويكب ضمن حزام الكويكبات؛ وترتيبه 14959 من حيث الاكتشاف.
اكتُشف هذا الجُرم الفلكي بواسطة سبيس واتش في 9 مايو 1996، وأُطلق عليه هذا الاسم نسبةً إلى TRIUMF ‏.

## وصلات خارجية
- 14959 TRIUMF في قاعدة بيانات مختبر الدفع النفاث لأجرام النظام الشمسي الصغيرة

- الاكتشاف · مخطط المدار ·  العناصر المدارية · المعلمات المادية

- 14959 TRIUMF على موقع ويكي سكاي: DSS2, SDSS, GALEX, IRAS, Hydrogen α, X-Ray, Astrophoto, Sky Map, Articles and images